# Åstjärnen, Gästrikland
Åstjärnen är en sjö i Hofors kommun i Gästrikland och ingår i Gavleåns huvudavrinningsområde. Sjön är 2,8 meter djup, har en yta på 0,0981 kvadratkilometer och befinner sig 98,3 meter över havet.

## Delavrinningsområde
Åstjärnen ingår i det delavrinningsområde (670915-153412) som SMHI kallar för Mynnar i Gavelhytteån. Medelhöjden är 118 meter över havet och ytan är 5,41 kvadratkilometer. Det finns inga avrinningsområden uppströms utan avrinningsområdet är högsta punkten. Vattendraget som avvattnar avrinningsområdet har biflödesordning 3, vilket innebär att vattnet flödar genom totalt 3 vattendrag innan det når havet efter 66 kilometer. Avrinningsområdet består mestadels av skog (68 procent) och jordbruk (19 procent). Avrinningsområdet har 0,1 kvadratkilometer vattenytor vilket ger det en sjöprocent på 1,8 procent.